# تنصيب ميجاواتي سوكارنوبوتري
تنصيب ميجاواتي سوكارنوبوتري تم تنصيب خامس رئيس لإندونيسيا يوم الاثنين 23 يوليو 2001. وقد أقيم الحفل في مبنى مجمع برلمان جمهورية إندونيسيا بعد فترة وجيزة من تصويت الجمعية الاستشارية الشعبية لـ ميجاواتي سوكارنوبوتري لتصبح رئيسة، كما شهد الحفل نهاية فترة عبد الرحمن وحيد كرئيس بعد عزله. بعد المرسوم الرئاسي في نفس اليوم.

## خلفية
كانت ميغاواتي سوكارنوبوتري أول نائبة رئيس لإندونيسيا وأول رئيسة لإندونيسيا، انتُخبت كرئيسة من قبل البرلمان بعد عزل عبد الرحمن وحيد وإجباره على التنحي، بعد مرسوم عبد الرحمن وحيد 23 يوليو 2001.
في 23 يوليو 2001 واستجابة لمرسوم عبد الرحمن واحد عقد مجلس الشعب جلسة خاصة لعزل وحيد، ثم أقسم بعد ذلك اليمين ميجاواتي كرئيسة جديدة. عقدت الجمعية الاستشارية جلسة عامة لإجراء تصويت على عزل عبد الرحمن وحيد في 23 يوليو 2001، وكانت هناك فصائل شاركت في التصويت. وكانت نتيجة التصويت 591 صوتًا لصالح إقالة الرئيس عبد الرحمن وحيد بالإضافة إلى تعيين نائبة الرئيس ميجاواتي سوكارنوبوترى لتحل محل الرئيس. أسفرت الجلسة الخاصة للجنة في عام 2001 عن صدور مرسوم رقم 2000 بشأن تعيين نائبة الرئيس ميغاواتي سوكارنوبوتري رئيسة لجمهورية إندونيسيا.